# Karuvanthuruthy
Karuvanthuruthy é uma vila no distrito de Kozhikode, no estado indiano de Kerala.

## Demografia
Segundo o censo de 2001, Karuvanthuruthy tinha uma população de 20 767 habitantes. Os indivíduos do sexo masculino constituem 49% da população e os do sexo feminino 51%. Karuvanthuruthy tem uma taxa de literacia de 81%, superior à média nacional de 59,5%: a literacia no sexo masculino é de 84% e no sexo feminino é de 79%. Em Karuvanthuruthy, 12% da população está abaixo dos 6 anos de idade.